# Zane Grey
Pearl Zane Grey (31 de janeiro de 1872 - 23 de outubro de 1939) foi um dentista e escritor norte-americano, mais conhecido por seus populares romances de aventura e histórias associados com o gênero faroeste na literatura e nas artes;. Riders of the Purple Sage (1912) foi seu livro best-seller. Além do sucesso comercial dos seus trabalhos impressos, seus livros ganharam adaptações para o cinema e para a televisão. Seus romances e contos foram adaptados em 112 filmes, dois episódios de TV e uma série de televisão,  Dick Powell's Zane Grey Theater.